# Fred Goodwins
Fred Goodwins (26 de fevereiro de 1893 – Abril de 1923) foi um ator inglês, roteirista e diretor de cinema. Ele atuou em 24 filmes mudos entre 1915 e 1921.

## Filmografia selecionada
- A Night in the Show (1915)
- A Jitney Elopement (1915)
- The Bank (1915)
- Shanghaied (1915)
- Police (1916)
- Down to Earth (1917)
- Mr. Fix-It (1918)
- The Artistic Temperament (1919)
- Forbidden (1919)
- Build Thy House (1920)
- The Ever-open Door (1920)
- Colonel Newcome (1920)
- Blood Money (1921)